# Список осередків дослідження державної політики України
У цьому списку наведено українські установи, чиїм основним видом діяльності є дослідження державної політики.

### Недержавні
| №   | Назва                                                                                  | Розташування    | Домівка                                                   | Примітки                        |
| --- | -------------------------------------------------------------------------------------- | --------------- | --------------------------------------------------------- | ------------------------------- |
| 1   | Академія економічних наук України                                                      | Київ            |                                                           |                                 |
| 2   | Академія стратегічних досліджень                                                       | Черкаси         | https://www.facebook.com/ac5tdo/                          |                                 |
| 3   | Аналітичний Центр «Нова соціальна та економічна політика»                              | Київ            |                                                           |                                 |
| 4   | Асоціація аналітиків політики                                                          | Дніпропетровськ |                                                           |                                 |
| 5   | Буковинська партнерська агенція                                                        | Чернівці        |                                                           |                                 |
| 6   | Діксі Ґруп                                                                             | Київ            | http://ua-energy.org/                                     |                                 |
| 7   | Дніпровський центр соціальних досліджень                                               | Дніпропетровськ | http://dcsi.dp.ua/                                        |                                 |
| 8   | Дніпропетровський координаційно-експертний центр з питань регуляторної політики        | Дніпропетровськ | http://www.dcecrp.ho.ua/                                  |                                 |
| 9   | Західна аналітична група                                                               | Львів           | http://zgroup.com.ua/zah.php                              |                                 |
| 10  | Інститут «Республіка»                                                                  | Київ            |                                                           |                                 |
| 11  | Інститут Євро-Атлантичного Співробітництва                                             | Київ            |                                                           |                                 |
| 12  | Інститут аналітики та адвокації                                                        | Полтава         |                                                           |                                 |
| 13  | Інститут власності і свободи                                                           | Київ            |                                                           | серед засновників Ксенія Ляпіна |
| 14  | Інститут громадянського суспільства                                                    | Київ            |                                                           |                                 |
| 15  | Інститут демократії ім. Пилипа Орлика                                                  | Київ            |                                                           |                                 |
| 16  | Інститут економічних досліджень та політичних консультацій                             | Київ            |                                                           |                                 |
| 17  | Інститут конкурентного суспільства                                                     | Київ            | Дмитро Ляпін                                              |                                 |
| 18  | Інститут масової інформації                                                            | Київ            |                                                           |                                 |
| 19  | Інститут міста                                                                         | Львів           |                                                           |                                 |
| 20  | Інститут податкових реформ                                                             | Київ            |                                                           |                                 |
| 21  | Інститут політичної інформації                                                         | Київ            | http://www.politinfo.net/                                 |                                 |
| 22  | Інститут проблем законодавства ім. Ярослава Мудрого                                    | Київ            |                                                           |                                 |
| 23  | Інститут розвитку міста Кривого Рогу                                                   | Кривий Ріг      |                                                           |                                 |
| 24  | Інститут світової політики                                                             | Київ            |                                                           |                                 |
| 25  | Інститут соціальних досліджень і політичного аналізу                                   | Донецьк         | http://www.isdpa.org.ua/                                  |                                 |
| 26  | Інститут соціально-економічної трансформації                                           | Київ            | http://iset-ua.org/                                       |                                 |
| 27  | Інститут суспільно-економічних досліджень                                              | Київ            | http://ises.org.ua/ https://www.facebook.com/ises.org.ua/ |                                 |
| 28  | Інститут трансформації суспільства                                                     | Київ            |                                                           |                                 |
| 29  | Інформаційно-дослідницький центр «Інтеграція і розвиток»                               | Сімферополь     |                                                           |                                 |
| 30  | Карпатський центр полінгових досліджень                                                | Ужгород         |                                                           |                                 |
| 31  | Кіровоградська Асоціація «Громадські ініціативи»                                       | Кіровоград      |                                                           |                                 |
| 32  | Київська школа економіки                                                               | Київ            |                                                           |                                 |
| 33  | Київське представництво Інституту Кеннана                                              | Київ            |                                                           |                                 |
| 34  | Київський інститут проблем управління імені Горшеніна                                  | Київ            |                                                           |                                 |
| 35  | Київський міжнародний інститут соціології                                              | Київ            |                                                           |                                 |
| 36  | Київський центр інституту Схід-Захід                                                   | Київ            |                                                           |                                 |
| 37  | Кримський інститут стратегічних досліджень                                             | Сімферополь     |                                                           |                                 |
| 38  | Кримський центр незалежних політичних дослідників та журналістів                       | Сімферополь     |                                                           |                                 |
| 39  | Лабораторія досліджень «ТЦК»                                                           | Київ            | http://ccc-research.org.ua/                               | Підрозділ «Творчого центру ТЦК» |
| 40  | Луганський обласний центр політичних та соціологічних досліджень «Політсоціум»         | Луганськ        |                                                           |                                 |
| 41  | Міжнародний інститут порівняльного аналізу                                             | Київ            |                                                           |                                 |
| 42  | Міжнародний інститут приватизації, управління власністю та інвестицій                  | Київ            |                                                           |                                 |
| 43  | Міжнародний центр перспективних досліджень                                             | Київ            | http://www.icps.com.ua                                    |                                 |
| 44  | Миколаївський дослідницько-аналітичний центр                                           | Миколаїв        |                                                           |                                 |
| 45  | Молодіжний центр політики та інформації                                                | Київ            |                                                           |                                 |
| 46  | Наукове товариство ім. Шевченка                                                        | Київ            |                                                           |                                 |
| 47  | Науково-дослідний інститут фінансового права                                           | Київ            |                                                           |                                 |
| 48  | Несторівська група                                                                     | Київ            |                                                           |                                 |
| 49  | Одеський суспільний інститут соціальних технологій                                     | Одеса           |                                                           |                                 |
| 50  | Центр прикладних політичних досліджень «Пента»                                         | Київ            | http://penta.org.ua/                                      |                                 |
| 51  | Подільська агенція регіонального розвитку                                              | Вінниця         |                                                           |                                 |
| 52  | Поліський фонд міжнародних та регіональних досліджень                                  | Чернігів        |                                                           |                                 |
| 53  | Політологічний центр «Генеза»                                                          | Львів           |                                                           |                                 |
| 54  | Рада із зовнішньої та безпекової політики                                              | Київ            |                                                           |                                 |
| 55  | Реанімаційний пакет реформ                                                             | Київ            |                                                           |                                 |
| 56  | Сприяння міжкультурному співробітництву                                                | Одеса           |                                                           |                                 |
| 57  | Товариство зовнішньої політики України                                                 | Київ            |                                                           |                                 |
| 58  | Трансперенсі Інтернешнл                                                                | Київ            | http://ti-ukraine.org/                                    |                                 |
| 59  | Український інститут публічної політики                                                | Київ            |                                                           |                                 |
| 60  | Український культурологічний центр                                                     | Київ            |                                                           |                                 |
| 61  | Український незалежний центр політичних досліджень                                     | Київ            |                                                           |                                 |
| 62  | Український центр політичного менеджменту                                              | Київ            |                                                           |                                 |
| 63  | Український центр суспільних даних                                                     | Київ            |                                                           |                                 |
| 64  | Унівська група                                                                         | Львів           |                                                           |                                 |
| 65  | Фонд «Демократичні ініціативи»                                                         | Київ            |                                                           |                                 |
| 66  | Фонд місцевої демократії                                                               | Харків          |                                                           |                                 |
| 67  | Центр «Гардарика»                                                                      | Київ            |                                                           |                                 |
| 68  | Центр Разумкова                                                                        | Київ            | http://www.razumkov.org.ua                                |                                 |
| 69  | Центр близькосхідних досліджень                                                        | Київ            |                                                           |                                 |
| 70  | Центр вільного ринку ім. Бендукідзе                                                    | Київ            | https://www.facebook.com/cve.ua/                          |                                 |
| 71  | Центр дослідження суспільства (CEDOS)                                                  | Київ            |                                                           |                                 |
| 72  | Центр досліджень визвольного руху                                                      | Київ            |                                                           |                                 |
| 73  | Центр досліджень енергетики                                                            | Київ            | http://EIRCenter.com                                      |                                 |
| 74  | Центр досліджень регіональної політики                                                 | Суми            |                                                           |                                 |
| 75  | Центр європейських та міжнародних досліджень                                           | Київ            |                                                           |                                 |
| 76  | Центр економічного розвитку                                                            | Київ            |                                                           |                                 |
| 77  | Центр економічної стратегії                                                            | Київ            |                                                           |                                 |
| 78  | Центр міжнародних та порівняльних досліджень                                           | Київ            |                                                           |                                 |
| 79  | Центр миру, конверсії та зовнішньої політики України                                   | Київ            |                                                           |                                 |
| 80  | Центр політико-правових реформ                                                         | Київ            |                                                           |                                 |
| 81  | Центр політичних досліджень                                                            | Львів           |                                                           |                                 |
| 82  | Центр політичних студій та аналітики                                                   | Київ            |                                                           |                                 |
| 83  | Центр ринкових реформ                                                                  | Київ            |                                                           |                                 |
| 84  | Центр соціальних досліджень «Софія»                                                    | Київ            |                                                           |                                 |
| 85  | Центр соціальних досліджень                                                            | Полтава         |                                                           |                                 |
| 86  | Центр соціально-економічних досліджень (CASE-Україна)                                  | Київ            |                                                           |                                 |
| 87  | Центр стратегічних досліджень та аналізу                                               | Київ            |                                                           |                                 |
| 88  | Центр стратегічних досліджень                                                          | Київ            |                                                           |                                 |
| 89  | Школа політичної аналітики при Національному університеті „Києво-Могилянська академія” | Київ            | http://www.spa.ukma.edu.ua/                               |                                 |
| 90  | Агентство стратегічних досліджень                                                      | Київ            | http://sd.net.ua                                          |                                 |
| 91  | Атлантична рада України                                                                | Київ            |                                                           | Олег Кокошинський               |
| 92  | Бюро соціальних і політичних розробок                                                  | Київ            | http://bureau.in.ua/                                      |                                 |
| 93  | Київський центр політичних досліджень і конфліктології                                 | Київ            |                                                           |                                 |
| 94  | Лабораторія законодавчих ініціатив                                                     | Київ            |                                                           |                                 |
| 95  | Науково-дослідний економічний інститут                                                 | Київ            |                                                           |                                 |
| 96  | Нова країна                                                                            | Київ            | http://novakraina.org/                                    |                                 |
| 97  | Фонд «Європа ХХІ»                                                                      | Київ            |                                                           |                                 |
| 98  | Центр антикризових досліджень                                                          | Київ            |                                                           |                                 |
| 99  | Центр воєнної політики та політики безпеки                                             | Київ            |                                                           |                                 |
| 100 | Центр інновацій та розвитку                                                            | Київ            |                                                           |                                 |
| 101 | Центр політичного аналізу та виборчого консалтингу                                     | Луцьк           |                                                           |                                 |

### Державні
| №  | Назва                                                                             | Розташування | Домівка                                            | Примітки                  |
| -- | --------------------------------------------------------------------------------- | ------------ | -------------------------------------------------- | ------------------------- |
| 1  | Інститут політичних і етнонаціональних досліджень імені І. Ф. Кураса НАН України  | Київ         | http://ipiend.gov.ua/                              |                           |
| 2  | Академія фінансового управління                                                   | Київ         | http://afu.minfin.gov.ua//                         | при Міністерстві фінансів |
| 3  | Інститут аграрної економіки НААН України                                          | Київ         | http://www.iae.org.ua/                             |                           |
| 4  | Інститут демографії та соціальних досліджень імені М. В. Птухи НАН України        | Київ         | https://idss.org.ua/                               |                           |
| 5  | Інститут економіки природокористування та сталого розвитку НАН України            | Київ         | http://ecos.kiev.ua/news/list/                     |                           |
| 6  | Інститут економіки промисловості НАН України                                      | Київ         | https://iie.org.ua/                                |                           |
| 7  | Інститут економіки та прогнозування НАН України                                   | Київ         | http://ief.org.ua/                                 |                           |
| 8  | Інститут Європейської інтеграції Львівського національного університету           | Львів        | http://institutes.lnu.edu.ua/european-integration/ |                           |
| 9  | Інститут регіональних досліджень імені М. І. Долішнього НАН України               | Львів        | http://ird.gov.ua/ird01/p1011                      |                           |
| 10 | Науково-дослідницький інститут європейської інтеграції та регіональних досліджень | Чернівці     | http://rieirs.org/                                 |                           |
| 11 | Національний інститут стратегічних досліджень                                     | Київ         | http://www.niss.gov.ua                             |                           |

### Припинили роботу
| № | Назва                                                 | Розташування | Домівка                | Примітки                              |
| - | ----------------------------------------------------- | ------------ | ---------------------- | ------------------------------------- |
| 1 | Агентство гуманітарних технологій                     | Київ         |                        | Сайт не оновлюється з 2005 року       |
| 2 | Асоціація молодих українських політологів і політиків | Київ         |                        | Припинила діяльність                  |
| 3 | Бюро економічних і соціальних технологій (БЕСТ)       | Київ         |                        | Припинило діяльність                  |
| 4 | Інститут політики                                     | Київ         | http://polityka.in.ua/ | сайт не оновлюється з 2014 року       |
| 5 | Інформаційно-правовий центр «Наше Право»              | Львів        | http://law.lviv.ua/    | Сайт не оновлюється з 2012 р.         |
| 6 | Фонд якісної політики                                 | Київ         | http://www.fundgp.com/ | Сайт не оновлюється з вересня 2013 р. |